# Margareta Westberg
A Margareta Westberg, född 3 december 1931 i Stockholm, död där 12 maj 2003, var en svensk designer och företagsledare. 
Westberg, som var dotter till fabrikör Alfred Löfgren och Hilda Wikström, genomgick yrkesskola i sömnad och tillskärning 1946–1948, studerade vid Anders Beckmans skola 1946–1950 och vid  Chambre syndicale de la haute couture i Paris 1950–1951. Hon startade, under namnet Margareta Löfgren, 1952 det egna företaget Tonnie-modeller, den första konfektionsfirman i Sverige med design för tonåringar (namnet ändrades till Tonnie Design AB 1972). Hon hade visning och personal appearence på bland annat Lord & Taylor, Bergdorf Goodman och Macy's i New York, MayCo i Denver, samt Nordiska Kompaniet i Stockholm, Göteborg och Malmö. Hon tilldelades Feminas Oscarina för design 1965 och 1966 samt Damernas Världs Guldknappen 1988.